# Apolinary z Rawenny
Apolinary z Rawenny, cs. Swiaszczennomuczenik Apollinarij, jepiskop Rawiennijskij (ur. w Syrii, prowincji rzymskiej, zm. ok. 75 lub w II wieku) – założyciel wspólnoty chrześcijańskiej w Rawennie, pierwszy legendarny biskup tego miasta (od ok. 47), męczennik chrześcijański, syryjski święty Kościoła katolickiego, prawosławnego i ormiańskiego.
Według łacińskiego Passio z drugiej połowy VII wieku Apolinary pochodził z Antiochii i do Rawenny wysłał go św. Piotr, którego święty był uczniem. Zginął tamże śmiercią męczeńską z rąk pogan szerząc Słowo Boże, posiekany mieczem lub zatłuczony maczugą, 23 lipca za czasów Nerona lub Wespazjana.

Z kolei historycznie, według spisanej mowy św. Piotra Chryzologa (biskup 433-449), Apolinary mógł ponieść śmierć w drugiej połowie II wieku (ok. 200) w czasach Septymiusza Sewera (zm. 211). Wiadomo, że św. Sewer (zm. 348) był jego jedenastym następcą.
Nad grobem świętego została wybudowana bazylika Sant’Apollinare in Classe, ufundowana w VI wieku przez bankiera Juliusza, a konsekrowana w 549 przez biskupa św. Maksymiana (zm. 556). W połowie IX wieku jego relikwie przeniesiono do innego kościoła w Rawennie, do bazyliki Sant’Apollinare Nuovo. Również w Rzymie znajduje się bazylika pod wezwaniem świętego, gdzie znajduje się jego ręka. Apolinary cieszył się powszechnym kultem zarówno w Europie (m.in. Mediolan, Dijon, Reims, Gorkum, Obermichelbach) jak i w Polsce, jednak jako biskup z Reims.
Jest patronem miast: Rawenny, Remagen i Düsseldorf u oraz artystów igły. Jest również orędownikiem przeciw kamicy nerkowej i żółciowej, dnie moczanowej, chorobom wenerycznym oraz padaczce.
Jego wspomnienie liturgiczne w Kościele katolickim obchodzone jest 20 lub 23 lipca.
W Kościele prawosławnym i ormiańskim, z uwagi na liturgię według kalendarza juliańskiego, wspomnienie męczennika obchodzone jest za Passio 23 lipca/5 sierpnia, tj. 5 sierpnia według kalendarza gregoriańskiego.
W ikonografii św. Apolinary przedstawiany jest w jasnych (najczęściej żółtych) biskupich szatach z zamkniętą Ewangelią w dłoniach. Ma długą, siwą brodę.